# Asellus Australis
Asellus Australis (delta Cancri) is een ster in het sterrenbeeld Kreeft (Cancer).

## Ecliptica
Delta Cancri bevindt zich betrekkelijk dicht bij de Ecliptica, hetgeen betekent dat deze ster, vanaf de Aarde gezien, regelmatig bedekt kan worden door de Maan, alsook bezocht kan worden door de planeten van het Zonnestelsel. Op  een halve graad oostzuidoostwaarts van Delta Cancri bevindt zich de planetaire nevel Abell 30 (PK 208+33.1) die de bijnaam Reborn planetary heeft gekregen.